# Co Ngoin
Co Ngoin (kinesiska: Cuo E, 错鄂) är en sjö i Kina. Den ligger i den autonoma regionen Tibet, i den sydvästra delen av landet, omkring 310 kilometer nordväst om regionhuvudstaden Lhasa. Co Ngoin ligger 4 563 meter över havet. Arean är 269 kvadratkilometer. Trakten runt Co Ngoin består i huvudsak av gräsmarker. Den sträcker sig 31,1 kilometer i nord-sydlig riktning, och 28,4 kilometer i öst-västlig riktning.
Genomsnittlig årsnederbörd är 361 millimeter. Den regnigaste månaden är juli, med i genomsnitt 109 mm nederbörd, och den torraste är november, med 2 mm nederbörd.